# Ана Комитопул
Ана Алусијан је била ћерка Алусијана и прва жена Романа Диогена, који је након њене смти ступивши у брак са царицом Евдокијом Мекремволитисом, удовицом цара Константина X Дуке, постао цар Роман IV Диоген.
Мајка Константина Диогена и бака Ане Диоген, а преко њене унуке и Ане, предак је владара Србије из династије Вукановић.
Њене праунуке су у сродству са династијама Арпад и Пшемисловић .